# Liste de revues de modélisme ferroviaire
Liste de revues relatives au modélisme ferroviaire.
Leur nombre suffit à donner une idée de l'étendue de la passion pour le modélisme ferroviaire sur le continent américain (même si certaines de ces revues mélangent modélisme et passion pour les trains réels). 
La toute première revue consacrée au modélisme ferroviaire fut Model Railroader, fondée en 1934 aux États-Unis, et qui existe encore de nos jours. En France, c'est le mensuel Loco Revue, fondé en 1937, qui tient la tête des ventes.

## Revues françaises
- Les publications du groupe LR Presse :
  - Loco Revue, fondée en 1937, mensuelle, première revue française éditée par le groupe,
  - Voie Libre, publication autonome bimestrielle depuis 1997,
  - Clés pour le train miniature, fondée en 2012, bimestrielle, à destination des débutants,
  - Ferrovissime, rassemblant les deux publications Ferrovissimo et Correspondances ;
- L'Escarbille, revue de la Confrérie des amateurs de vapeur[1] ;
- Le Train ;
- Objectif rail, depuis janvier 2004, s'intéressant peu au modélisme ;
- Rails d'Autrefois, revue du Cercle historique du rail français[2] ;
- Rail Miniature Flash (anciennement RMF), revue pratique du modélisme ferroviaire, fondée en 1962, bimestrielle ;
- Rail Passion, revue s'intéresse marginalement au modélisme ; créée en janvier 1995, bimestrielle puis mensuelle, appartenant au groupe de presse La Vie du rail ;
- Tortillard, éditée par le Tacot des Lacs et traitant des chemins de fer à voie étroite industrielle ;
- Voies Ferrées, de septembre-octobre 1980 à mai-juin 2017 (fin de parution), 221 numéros[3].

## Revues belges francophones
- Train miniature magazine[4]

## Revues britanniques, américaines et canadiennes
Toutes ces revues sont en langue anglaise. Certaines d'entre elles se distinguent par leur tirage ou par leur notoriété :
- Model Railroader, la plus ancienne des revues de modélisme ferroviaire.
- Model Railroad Hobbyist, première revue mensuelle virtuelle.
- Narrow Gauge and Shortline Gazette, un des plus anciens tirages consacrés aux voies étroites

- 1:87 Scale
- American Engineer & Railroad Journal
- American Heritage of Invention & Technology
- American Railroad Journal & Advocate of Internal Improvement
- American Railroad Journal & General Advertiser
- American Railroad Journal & Mechanics Magazine
- American Rails (Midwestern Rails)
- Baldwin
- Brass Buyer's Guide
- Brass Modeler & Collector
- Brill's Magazine
- Canadian Railway Modeler
- Classic Toy Trains
- Classic Trains
- Collecting Toys
- Continental Modeler
- Control Point
- Craft & Model Hobby Industry
- CTC Board
- Diesel Era
- Diesel Railway Traction
- Electric Lines
- Electric Traction Quarterly
- Electric Trains
- Electric Transit Journal
- European Railways
- Extra 2000 South
- Finelines
- Finescale Modeler
- Flimsies. . .(various publications)
- Freight Car Review
- Freight Cars Journal
- Friends of Financial History
- Garden Rail
- Garden Railways
- Great Model Railroads (MR)
- Great Western Railway Journal
- Historic Preservation
- Hobby Merchandiser
- Home Shop Machinist
- Intermodal Transport Modeler
- International Railway Journal & Rapid Transit Review
- Iron Men Album
- Johns Hopkins
- Journal of American History
- Kansas Quarterly
- LGB Telegram
- Lionel Gazette
- Live Steam
- Live Steam Model Railways
- Live Steam Newsletter
- Loco Profile
- Locomotive
- Locomotive & Railway Preservation
- Locomotive Engineering
- Locomotive Engineers Journal
- Locomotive Notes 2
- Locomotive Quarterly
- Locomotives International
- Maine 2 ft Modeler
- Maine 2 ft Quarterly
- Mainline Modeler
- Mechanical Engineer
- Mechanical Engineering
- Mechanix Illustrated
- Midwest Rail
- Midwestern & American Rails
- Midwestern Railroader
- Miniature Locomotive
- Miniature Railroad Quarterly
- Miniature Railroading
- Model Builder
- Model Engineer
- Model Maker
- Model Railroad Collector
- Model Railroad Engineering
- Model Railroad Equipment Buyer's Guide
- Model Railroad News
- Model Railroad Planning (MR)
- Model Railroading
- Model Railroading--1001 Model Railroad Ideas
- Model Railroading--Great World of Model Railroads
- Model Rails
- Model Railway Constructor
- Model Railway Journal
- Model Railway News
- Model Railways
- Model Retailer
- Model Trains
- Model Transport
- Modeltec
- Modern Railroads
- Modern Railways
- Modern Railways Pictorial
- Monthly Train Swapper
- Motive Power Review
- Narrow Gauge and Industrial Railway Modelling Review
- National Railway Bulletin
- New Electric Railway Journal
- New England States Limited
- New Mexico Railroader
- NMRA Bulletin
- Northwest Railfan
- N-Scale
- N-Scale Collector
- O Gauge Modeler (anciennement The Whistle Stop)
- O Gauge Railroading
- O Scale News
- Official Intermodal Equipment Register
- Official Intermodal Guide
- Official Register of Passenger Train Equipment
- Outdoor Railroader
- Pacific Northwest Rails
- Pacific Rail News
- Pacific Railway Journal
- Pacific Traffic
- Passenger Train Journal
- PC Railroader
- Pocket List of Railroad Officials
- Private Varnish
- Progressive Railroading
- Prototype Modeler
- Rail Classics
- Rail Travel News
- Railfan & Railroad
- Railfan Photographer
- Railmodel
- Railmodel Digest
- Railmodel Journal
- Railnews
- Railpace Newsmagazine
- Railroad
- Railroad Car Journal
- Railroad Model Craftsman
- Railroad Modeler
- Railroad Press (RTP)
- Railroad Trainman
- Railroader
- Railroading in the Good Old Days
- Railroads Illustrated
- Rails Northeast
- Rails South
- Rails West
- Railway Age
- Railway Annual--Off the Beaten Track
- Railway History Monograph
- Railway History Quarterly
- Railway Journal
- Railway Line Clearances
- Railway Magazine
- Railway Mechanical Engineer
- Railway Modeller
- Railway Passenger Car Annual
- Railway Post Office
- Railway Progress
- Railway Quarterly
- Railway Review
- Railway Track & Structures (RT&S)
- Railway World
- S Gauge Herald
- S Gaugian
- S Scale Railroading
- S/SN3 Modeler's Guide
- Scale Coupler
- Scale Steam Pictorial
- Seven + Narrow Gauger
- Short Line
- Signal Engineer
- Slim Gauge News
- Southwest Prototype Modeler
- Steam Classics
- Steam in the Garden
- Steam Locomotive & Railroad Tradition
- Steam Passenger Directory Service
- Steel Rails
- Tall Timber Short Lines
- Timber Times
- Timberbeast
- Toy & Model Trains
- Toy Train Operating Society (Bulletin & Order Board)
- Toy Trains
- Track Yearbook
- Trackside
- Traction & Models
- Traction Heritage
- Traction Prototype & Models
- Traction Yearbook
- Train Rider
- Train Talk
- Trains
- Trains Illustrated
- Transit Connections
- Trolley Sparks
- Trolley Talk
- TT Bulletin (TT Trains)
- Turntable
- U.S. Rail News
- Vintage Rails
- Western Frontier Railroads of the Old West
- Western Prototype Modeler
- Western Railroader
- Western Railroader
- Whistle Stop

## Revues espagnoles
- Maquetren[5]

## Revues italiennes
- iTreni
- Mondo ferroviario
- RF- Rivista della ferrovia
- Tuttotreno